# La Première Fois que j'ai eu 20 ans
Pour plus de détails, voir Fiche technique et Distribution.
La Première Fois que j'ai eu 20 ans est un  film français de Lorraine Lévy sorti en 2004, avec Marilou Berry dans le rôle principal.

## Synopsis
L'action se situe au début des années 1960 en proche banlieue parisienne. Maurice Papon est préfet de police à Paris depuis quelques années et la société française a renoué avec un certain racisme.
Hannah Goldman (Marilou Berry), juive de seize ans, a deux sœurs très jolies et des parents qui l'aiment. Mais elle n'est pas heureuse, affectée d'un surpoids important, elle se trouve profondément moche et nourrit un terrible complexe face à la beauté de ses sœurs et de sa camarade de lycée. Mais Hannah a deux grandes qualités que ses sœurs admettent ne pas du tout avoir et qu'elles lui envient : elle est intelligente, et particulièrement douée pour la musique.
Souhaitant faire une carrière musicale, elle choisit un instrument qui lui ressemble : la contrebasse, un instrument qui déjà est traditionnellement un « instrument d'homme ». Mais son anticonformisme musical ne s'arrête pas là : elle rêve d'entrer dans l'orchestre de jazz de son lycée où justement on cherche un nouveau contrebassiste cette année-là. Mais il n'y a jamais eu de femmes dans le jazz-band créé depuis maintenant de nombreuses années par le professeur de musique du lycée et, de surcroît, cet instrument est traditionnellement tenu par un homme et voir une femme prétendre à cet instrument dans une formation choque profondément tous les garçons du lycée.
Or lors du concours de sélection elle effectue une prestation très supérieure à celle de l'unique autre concurrent. Elle remporte le concours de sélection, à la grande joie de toute sa famille. Mais ses quatre camarades musiciens, viscéralement misogynes, très attachés à la tradition masculine de leur formation, et par ailleurs manquant tous singulièrement de finesse comme de la moindre courtoisie, vont tout tenter pour la décourager. Commençant d'emblée par lui rappeler qu'elle est une femme et qu'ils ne veulent pas de femme dans leur formation, ils la harcèleront moralement pour la miner peu à peu, iront un soir jusqu'à tracer un sinistre symbole nazi sur une de ses partitions jouée en plein concert, et ce qui est encore pire à ses yeux... ils tenteront de l'humilier en s'en prenant à son instrument.
Luttant contre le découragement mois après mois et utilisant toute son intelligence et sa patience, stimulée par son oncle, elle va finir par conquérir l'admiration d'une partie du groupe des quatre garçons.

## Adaptation
Le scénario est écrit d'après le livre autobiographique La Première Fois que j'ai eu 16 ans de Susie Morgenstern, dont initialement l'action se situe à New York.

## Fiche technique
- Titre : La Première Fois que j'ai eu 20 ans
- Réalisation : Lorraine Lévy
- Scénario : Lorraine Lévy, d'après l'œuvre autobiographique de Susie Morgenstern[1]
- Production : Bruno Pésery et Hélène Delale
- Photographie : Emmanuel Soyer
- Montage : Sophie Reine
- Budget : 3 780 000 euros
- Pays d'origine :  France
- Genre : comédie
- Durée : 98 minutes (1h 38)
- Date de sortie :
  -  France 6 octobre 2004

## Distribution
- Marilou Berry : Hannah Goldman
- Catherine Jacob : la mère d'Hannah
- Serge Riaboukine : Meyer, le père d'Hannah
- Stéphanie Pasterkamp : Sandra Goldman, la sœur d'Hannah
- Myriam Moraly : Judith Goldman, la sœur d'Hannah
- Romain Vissol : Jo
- Adrien Jolivet : David
- Renan Mazéas : Émile
- Raphaël Personnaz : Louis
- Laurent Spielvogel : M. Troutman
- Pierre Arditi : Oncle Jérémy
- Michel Vuillermoz : M. Conrad
- Joséphine Serre : Myriam
- Catherine Arditi : Mme Sarah, la voisine
- Gabriel Farhi : le Rabbin

## Distinctions
- Grand Prix du meilleur scénariste, 2002 (? sorti 2004)